# Joe Sungi
Joe Sungi est un homme politique papou-néo-guinéen.

## Biographie
Entré au Parlement national comme député de la circonscription de Nuku (dans le Sepik occidental) aux élections législatives de 2012 et avec l'étiquette du Parti de l'alliance nationale, il est réélu en 2017. Désormais membre du Pangu Pati, il est fait adjoint au ministre des Finances Charles Abel de juin 2019 à décembre 2020, dans le gouvernement de James Marape. En décembre 2020 il est nommé ministre des Services publics.